# Microparsus singularis
Microparsus singularis är en insektsart som först beskrevs av Hottes och Theodore Henry Frison 1931.  Microparsus singularis ingår i släktet Microparsus och familjen långrörsbladlöss. Inga underarter finns listade i Catalogue of Life.